# Jelcz 800

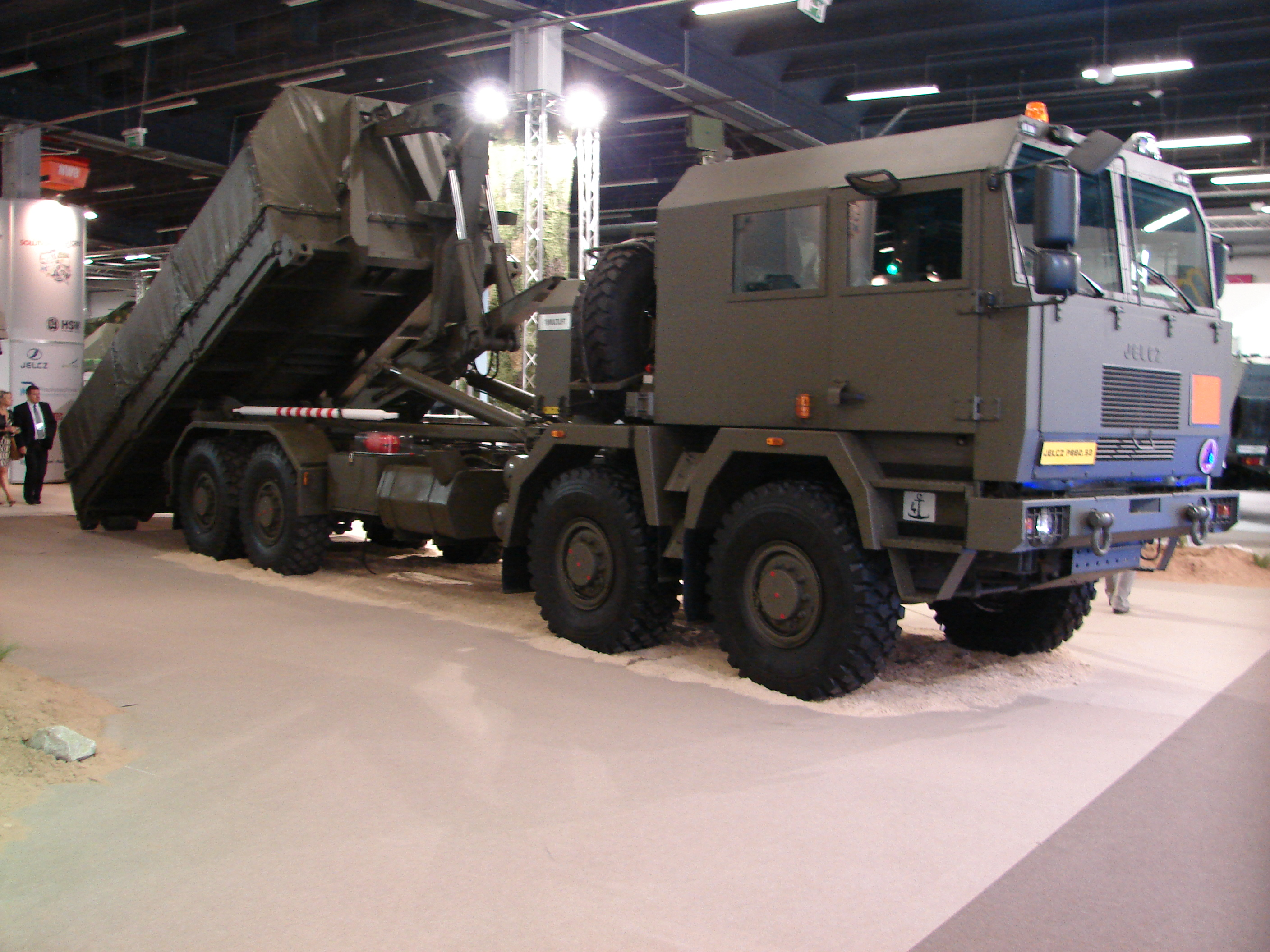
Jelcz P882D53 avec système Multilift

Le Jelcz P882 D43 est un camion militaire lourd, en version 8x8 à quatre essieux, conçu et fabriqué par le constructeur polonais Jelcz pour les forces armées polonaises. La production en série a commencé au deuxième semestre 2014.

## La gamme 800

### Jelcz P882 D.43 / P882 D.53 (8x8)
Lancé en 2010, ce véhicule repose sur un châssis à quatre essieux simple montage (8x8) classé véhicule à mobilité élevée. Il peut être livré en version complète ou simplement en version châssis cabine pour un aménagement spécialisé comme camion-grue ou autre. Homologué pour un poids maxi (PTAC) de 32 t, il peut aller jusqu'à 35 t pour un poids à vide de 13,0 t en version châssis et 16,5 t pour le véhicule complet. Il mesure 11,845 m de long, 2,55 m de large et 3,305 m de haut.
Le moteur est IVECO Curseur 10 Euro 3 développant 430 ch DIN avec un couple de 1.900 N m sur la plage 1050-1590 tr/min sur le modèle Jelcz P882 D.43 ou IVECO Cursor 13 avec 550 ch / 397 kW sur le Jelcz P882 D.53. La boîte de vitesses est à 16 rapports. La  cabine est blindée avec protection balistique de niveau 1 (STANAG 4569). Depuis son lancement et jusqu'en 2014, l'armée polonaise a acquis 10 exemplaires.

### Jelcz P862 D.43 (8x6)

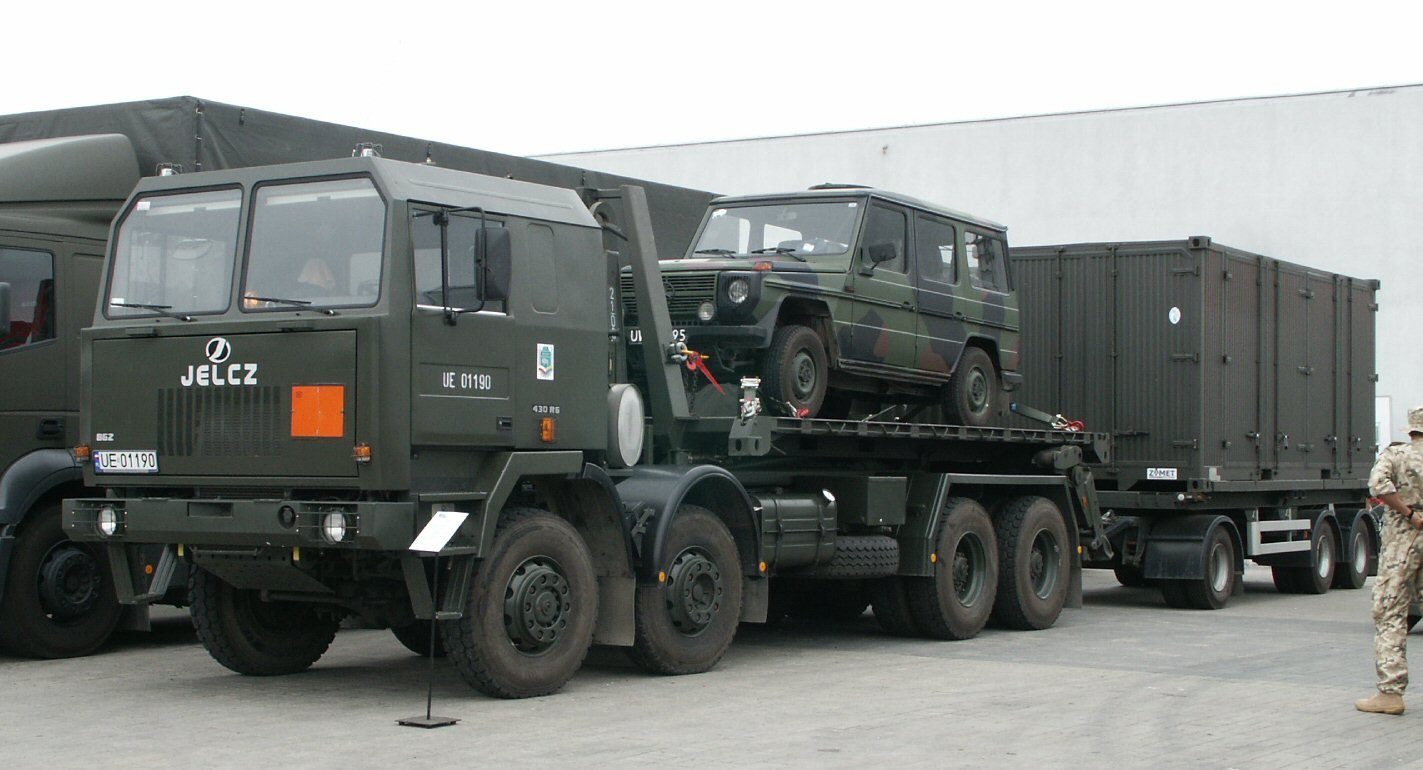
Camion Jelcz 862 D43 avec remorque

Ce camion comprend un châssis avec un tandem à l'arrière et deux essieux directeurs à l'avant. La traction s'effectue sur 3 des 4 essieux selon la formule 8x6. Homologué pour un PTAC maxi de 30,05 t, sa masse à vide est de 12,3 / 14 t selon la version, la longueur 9,335 — 11,500 m, largeur constante à 2,55 m et hauteur 3,305 m.
La motorisation est toujours assurée par le moteur IVECO Cursor 10 développant 430 ch avec un couple de 1 900 N m sur la plage 1050-1590 tr/min. La cabine est identique à celle du P882 D.43. De 2001 à 2014, les forces armées polonaises ont acheté 251 exemplaires.

### Jelcz P842 D.43 (8x4)
Ce véhicule est strictement identique au Jelcz 862 D43 à la seule différence de sa configuration 8x4 au lieu de 8x6. Les dimensions, les charges transportées et la mécanique Iveco sont identiques. Les forces armées polonaises en ont acheté 11 exemplaires.